# Andreas Toba
Pour les articles homonymes, voir Toba.
Andreas Toba (né le 7 octobre 1990 à Hanovre) est un gymnaste allemand.
Il est le fils du gymnaste Marius Toba (en).

## Carrière sportive
Andreas Toba est médaillé d'argent à la barre fixe aux Championnats d'Europe de gymnastique artistique 2021 à Bâle.